# Михаил Михайлович
Великий князь Михаил Михайлович (4 (16) октября 1861, Петергоф, близ Санкт-Петербурга — 26 апреля 1929, Лондон) — второй сын Михаила Николаевича и Ольги Федоровны, внук Николая I.

## Биография
Великий князь Михаил Михайлович (семейное прозвище «Миш-Миш») родился 4 (16) октября 1861 года и был вторым сыном в семье великого князя Михаила Николаевича и великой княгини Ольги Фёдоровны. Детство его прошло в Тифлисе, где его отец был наместником. Михаил Михайлович поступил на военную службу в гвардейский полк. Милый и приятный в общении человек, он быстро завоевал симпатии своих сослуживцев и петербургского общества. «Он обожал военную службу и чувствовал себя превосходно в рядах лейб-гвардии Егерского полка, — вспоминал его брат великий князь Александр Михайлович. — Его располагающая внешность, благородное сердце и способности танцора сделали его любимцем петербургского большого света…» Состоял почётным членом в находящемся под покровительством великого князя Владимира Александровича берлинского православного Свято-Князь-Владимирского братства.

## Брак
В 1891 году за границей женился (морганатически) на Софье Николаевне, старшей дочери принца Николая Вильгельма Нассауского и графини Натальи фон Меренберг (дочери Пушкина). Отец Софии Николаевны был четвероюродным братом Михаила Михайловича. Супруги вели общую родословную от герцога Вюртембергского Фридриха Евгения. Точных сведений о дате и месте заключения брака не имеется. Наиболее часто указывается Сан-Ремо, 14 (26) февраля 1891 года. Между тем, православная церковь в Сан-Ремо ещё построена не была, да и не венчают православные браки по четвергам. Кроме того, совершенно неясна полуторамесячная задержка с появлением известий о состоявшемся венчании. Некоторые источники указывают дату по другому стилю — 26 февраля (10 марта) 1891 года. Готский альманах первоначально дал дату 25 марта (6 апреля) 1891 года, исправив её на 14 (26) февраля 1891 года лишь со следующего издания. Возможно, что 6 апреля — дата широкого распространения известия:

«Berlin, 6. April. Das Wolffsche Bureau meldet aus Cannes : Der Großfürst Michael Michailovitsch von Rußland hat sich mit Der ältesten Tochter Des Prinzen Nikolaus von Nassau, Gräfin Sophie Merenberg, vermählt».— Wiener Abendpost
1891. - Nr. 77. Montag, 6. April
Этот брак был болезненно воспринят Александром III. В телеграмме, адресованной отцу невесты принцу Николаю Вильгельму Нассаускому, император писал:

«La lettre de Votre Altesse m’est parvenue. Je ne puis y répondre qu’en lui annonçant que le mariage du Grand Duc Michel Mihaïlovitch, ayant été accompli sans mon autorisation et sans l’aveu et bénédiction de ses parents ne pourra jamais être reconnu légal et doit être considéré comme nul et non-avenu. Alexandre».
Перевод: Я получил письмо Вашего Высочества. Я могу на него ответить лишь сообщением, что брак Великого Князя Михаила Михаиловича, заключённый без моего разрешения и без согласия и благословения его родителей, никогда не сможет быть признан законным и должен рассматриваться как ничтожный и недействительный. Александр.— РГИА
Великому герцогу Люксембургскому Адольфу последовал следующий текст:

«Le Prince Nicolas de Nassau m’ayant informé que sa fille venait d’épouser le Grand Duc Michel Mihaïlovitch, j’ai le regret de devoir prévenir Votre Altesse Royale que cette union, contracté sans mon autorisation et sans le consentement des Parents du fiancé, ne pourra jamais être considérée comme légale. Alexandre».
Перевод: Принц Николай Нассауский сообщил мне, что его дочь только что сочеталась браком с Великим князем Михаилом Михаиловичем, я с сожалением вынужден предупреждать Ваше Королевское Высочество, что этот союз, заключенный без моего разрешения и без согласия родителей жениха, никогда не сможет рассматриваться как законный. Александр.— РГИА
26 апреля 1891 года Михаил Михайлович был  уволен со службы с лишением звания шефа Брестского 49-го пехотного полка и сокращением денежного довольствия. Ему было запрещено въезжать в Россию. Над дворцом в Санкт-Петербурге, расположенном по адресу Адмиралтейская набережная, дом 8, 11 июня того же года была учреждена опека, переданная отцу и братьям.

## Жизнь за границей
Проживал в Каннах (Франция). 18 апреля 1899 года был восстановлен на службе в чине штабс-капитана. Далее в 1900 году повышен до капитана. Высочайшим указом Николая от 17 августа 1901 года брак признан законным. За Михаилом были оставлены права частного лица с сохранением титула, однако без привилегий члена императорского дома. Назначен подполковником (1905 год) и позже полковником (1910). 6 мая 1910 года вновь назначен флигель-адъютантом с зачислением в свиту Императора. Несмотря на то, что Михаилу было возвращено звание шефа 49-го Брестского полка, в Россию не возвращался. С 1910 года проживал в Великобритании, арендуя усадьбу Кенвуд (Kenwood House) в аристократическом районе Лондона Хэмпстед. В 1908 году Михаил Михайлович опубликовал роман «Не унывай», посвящённый своей жене. Роман затрагивал тему сословного неравенства в браке. Книга была запрещена в России. Когда началась Первая мировая война, Михаил Михайлович написал императору Николаю II письмо, в котором просил разрешения вернуться на родину, но ответа не получил. Тогда Михаил Михайлович поступил на службу в качестве секретаря к военному агенту России в Англии Н.С. Ермолову. Был председателем англо-русского комитета с 1914 по 1917 года. В 1920-х значился членом государственного совещания при великом князе Кирилле Владимировиче. Умер в Лондоне 26 апреля 1929 года. Похоронен там же на кладбище Хэмпстед.

## Дети
- Анастасия (1892—1977),
- Надежда (1896—1963),
- Михаил (1898—1959).

## Военные чины и звания
- Прапорщик (04.10.1868)
- Подпоручик (20.04.1880)
- Флигель-адъютант (23.11.1881 — 26.03.1891)
- Поручик (30.08.1882)
- Штабс-капитан (24.04.1888)
  - вне службы 26.03.1891 — 18.04.1899
- Капитан (06.05.1904; старшинство 06.05.1900)
- Подполковник (26.02.1905)
- Полковник (06.05.1910)
- Флигель-адъютант (06.05.1910)

## Награды
- орден Святого Андрея Первозванного (1861)
- орден Святого Александра Невского (1861)
- орден Святой Анны 1 ст. (1861)
- орден Белого Орла (1861)
- орден Святого Станислава 1 ст. (1861)
- орден Святого Владимира 4 ст. (05.05.1884)
- орден Святого Владимира 3 ст. (06.05.
- тёмно-бронзовая медаль в память русско-турецкой войны 1877—1878 гг.
- медаль в память Священного коронования императора Александра III (1883)
- знак Российского общества Красного Креста
- знак Императорского Православного Палестинского Общества 1 ст.

иностранные:
- австрийский орден Святого Стефана, большой крест (1884)
- баденский орден Верности
- болгарский орден «Святой Александр»
- вюртембергский орден Вюртембергской короны 1 ст.
- гессен-дармштадтский орден Людвига 1 ст.
- греческий орден Спасителя 1 ст.
- мекленбург-шверинский орден Вендской короны
- персидский орден Льва и Солнца 1 ст.
- прусский орден Чёрного орла
- саксен-альтенбургский орден Эрнестинского дома
- турецкий орден Османие 1 ст.
- французский орден Почётного легиона, большой крест (1904)[6]